# Alopia bielzii
Alopia bielzii is een slakkensoort uit de familie van de Clausiliidae. De wetenschappelijke naam van de soort werd voor het eerst geldig gepubliceerd in 1849 door L. Pfeiffer als Clausilia bielzii.